# Jacques Specx

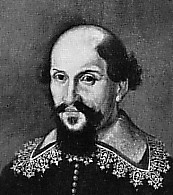
Jacques Specx

Jacques Specx (* 1585 in Dordrecht; † 22. Juli 1652 in Amsterdam, Niederlande) war ein niederländischer Kaufmann, der im Jahre 1609 den Handel mit Japan und Korea begründete. Jacques Specx bekam Unterstützung von William Adams bei der Erlangung von erweiterten Handelsrechten vom Shogun Tokugawa Ieyasu in Sumpu, was am 24. August 1609 geschah. Diese ermöglichten Specx, am 20. September 1609 eine Faktorei in Hirado zu errichten, deren erster Direktor er wurde.
1620 übergab er zwei katholische Japaner den japanischen Behörden. Sie waren auf See von einem englischen Schiff gefangen genommen und an ein niederländisches Schiff übergeben worden. Die beiden wurden nach langer Gefangenschaft zu Tode gemartert.
Von 1629 bis 1632 war er Generalgouverneur von Niederländisch-Indien und förderte den Handel mit Japan. Zurück in der Heimat wurde er Kunstsammler.